# Francij
Fráncij je kemični element, ki ima v periodnem sistemu simbol Fr in atomsko število 87. To je močno radioaktivna alkalijska kovina, ki jo najdemo v uranovih in torijevih rudah.

## Pomembne lastnosti
Ta element je leta 1939 odkrila Marguerite Perey na pariškem Curiejinem inštitutu in ga poimenovala po Franciji. Francij je najtežja alkalijska kovina in se pojavlja kot rezultat razpada alfa aktinija, lahko ga tudi umetno ustvarijo z obstreljevanjem torija s protoni.
Čeprav nastopa v naravnih uranovih mineralih, se ocenjuje, da je v zemeljski skorji v vsakem trenutku manj kot 30 g. Med prvimi 101 elementi je najbolj nestabilen in ima najvišjo ekvivalentno maso od vseh elementov.
Obstaja 33 znanih izotopov francija. Z 22 minutami razpolovnega časa je najdlje obstojen Fr-223, ki je hčerinski izotop Ac-227 in edini izotop francija, ki se pojavlja v naravi. Vsi znani izotopi francija so izjemno nestabilni, zato vedenje o lastnostih tega elementa izhaja le iz radiokemijskih postopkov.
Nobena raziskovalna ekipa še ni izdelala količino francija, ki bi jo bilo moč stehtati, niti ta element ni bil pripravljen ali izoliran, in verjetno nikoli ne bo. Kemijsko so lastnosti francija blizu lastnostim cezija.